# إقليم سلهت
إقليم سلهت (بالبنغالية: সিলেট বিভাগ) إقليم يقع في الجزء الشمالي الشرقي من بنغلاديش. يحدها من الشمال والشرق والجنوب ولايات ميغالايا وآسام وتريبورة الهندية وإقليم جاتجام من الجنوب الغربي وإقليمي دكا وميمينسينغ من الغرب. كانت سلهت تشمل قبل تقسيم الهند في عام 1947 منطقة كاريمجانج الفرعية ذات الأغلبية المسلمة التي تقع حاليًا في وادي باراك بولاية آسام الهندية. لكن فصلت لجنة حدود رادكليف المنطقة الفرعية عن سلهت لسبب غير معروف وضمتها للهند. يذكر المؤرخ نيهارانجان راي أن هذا الفعل كان جزئيًا بسبب طلب تقدم به وفد بقيادة عبد المطلب مازومدار.

## التأثيل

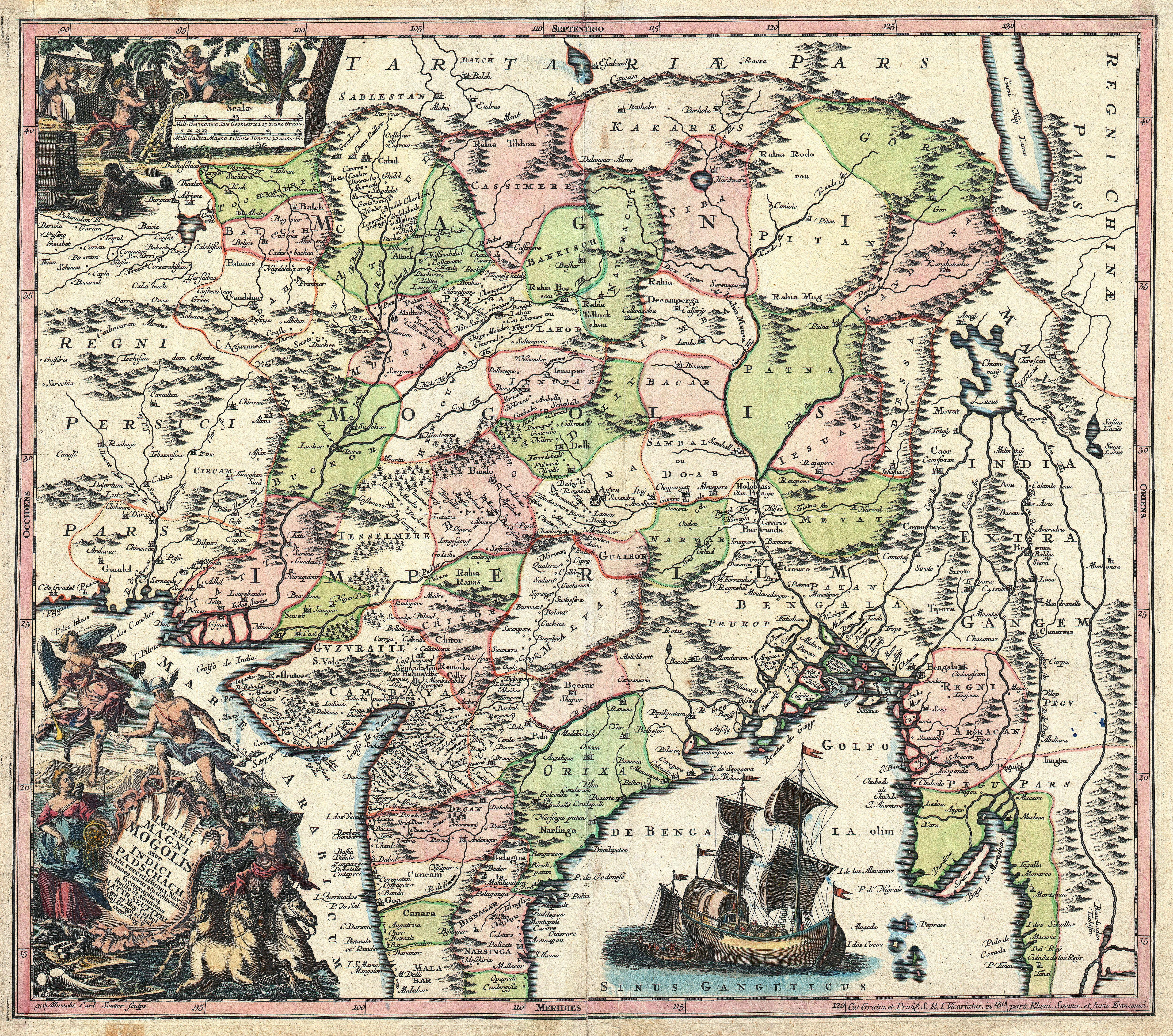
اسمى الأوروبيون سلهت باسم سيروت في القرن الثامن عشر

سمي الإقليم نسبة إلى مقره الرئيسي مدينة سلهت. يُعتقد عمومًا أن سلهت مأخوذ من شريهاتّا (Śrīhaṭṭa) الاسم السنسكريتي للمدينة. يعود أصل اسم شريهاتّا إلى شريهاتّاناثا الإله الوصي لسلالة ناثا التي سكنت وديان سورما وباراك بين القرنين الثاني عشر والثالث عشر. أسس هؤلاء المستوطنون منطقة شريهاتّا جانابادا وأقاموا أصنام لشريهاتّاناثا في مختلف أنحاء المنطقة. ذكر هذا المعبود أيضًا باسم هاتكيشوارا أو هاتّاناثا المذكوران في نقوش ديفي بورانا والألواح النحاسية.

## التاريخ

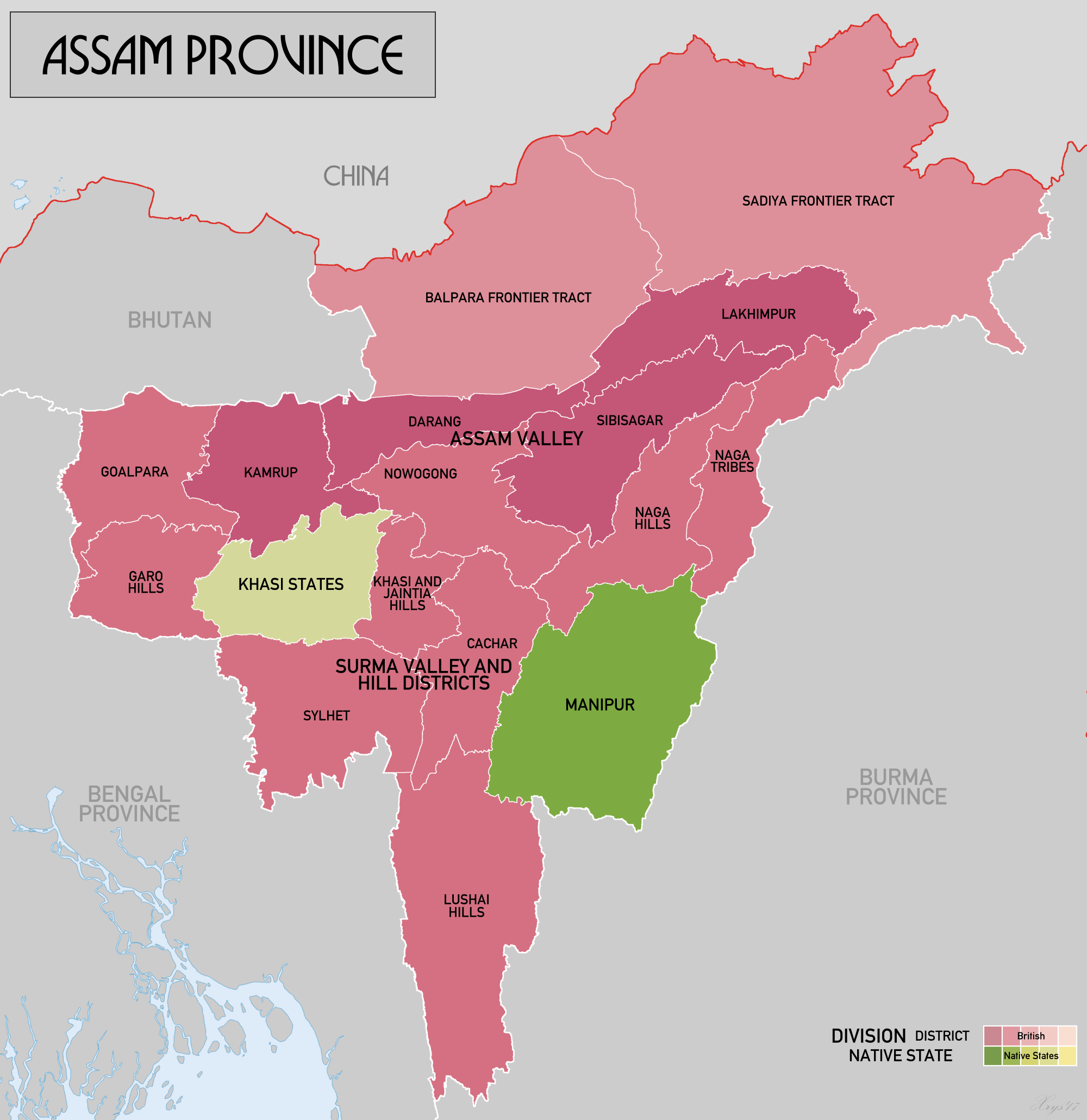
خريطة توضع سلهت في ولاية آسام

فصلت سلهت إداريا عن رئاسة البنغال في 16 فبراير 1874 وأُلحقت بمقاطعة رئيس مفوضي آسام غير الخاضعة للتنظيم (المقاطعة الحدودية الشمالية الشرقية) بهدف تعزيز التنمية التجارية في آسام. قدم سكان سلهت مذكرة إلى نائب الملك يعترضون فيها على ضم منطقتهم لولاية آسام. هدأت الاحتجاجات بعد زيارة نائب الملك اللورد نورثبروك الذي طمأن السكان بأن التعليم والقضاء سيظلان تحت إدارة البنغال. كما تقبل السكان هذا التغيير بعد رؤيتهم للفرص الاقتصادية مثل العمل في مزارع الشاي في آسام وإمكانية تسويق المنتجات المحلية هناك.
أجري استفتاء في سلهت في عام 1947 لتقرير مصير المنطقة صوّت فيه أغلب سكان المنطقة لصالح الانضمام لباكستان. لكن فصلت مقاطعة كريمغانج الفرعية عنها وضُمت للهند بتأثير على ما يبدو من وفد عبد المطلب مازومدار. انضمت المقاطعات الفرعية الأربعة الأخرى (شمال سلهت وجنوب سلهت وهابيجانج وسونامغانج) إلى دومينيون باكستان، وأصبحت منطقة فرعية في إقليم جاتجام. أصبحت المقاطعات الأربع السابقة إقليم في عام 1984 باسم إقليم سلهت ضمن برنامج اللامركزية الذي أطلقه حسين محمد إرشاد.

## اقتصاد
المنطقة المحيطة بسلهت هي منطقة تقليدية لزراعة الشاي، فيوجد في الإقليم أكثر من 150 مزرعة شاي من إجمالي 166 مزرعة شاي في بنغلاديش. الكثير من هذه المزارع أنشئت في فترة الراج البريطاني فمثلًا أنشئ في سلهت في عام 1854 مزرعة مالنيتشيرا تي ستيت أول وأكبر مزرعة شاي في الهند.

يُمول العديد من المشاريع والشركات في الإقليم أبناء سلهت  العاملون في الخارج، قُدر في عام 1986 أن نحو 95% من البنغلاديشيين البريطانيين لهم أصول من سلهت. كما يوجد في سلهت قطاعي سياحي إذ يوجد في الإقليم العديد من المعالم التي تجذب الزوار مثل جسر كين وساعة علي أمجد ولاخال وجافلونج وشلال مادهابكوندا وغابة مستنقع راتارغول وهاكالوكي هاور ومنتزه لاواتشارا الوطني وتانكوار هاور وبيتناكاندي.

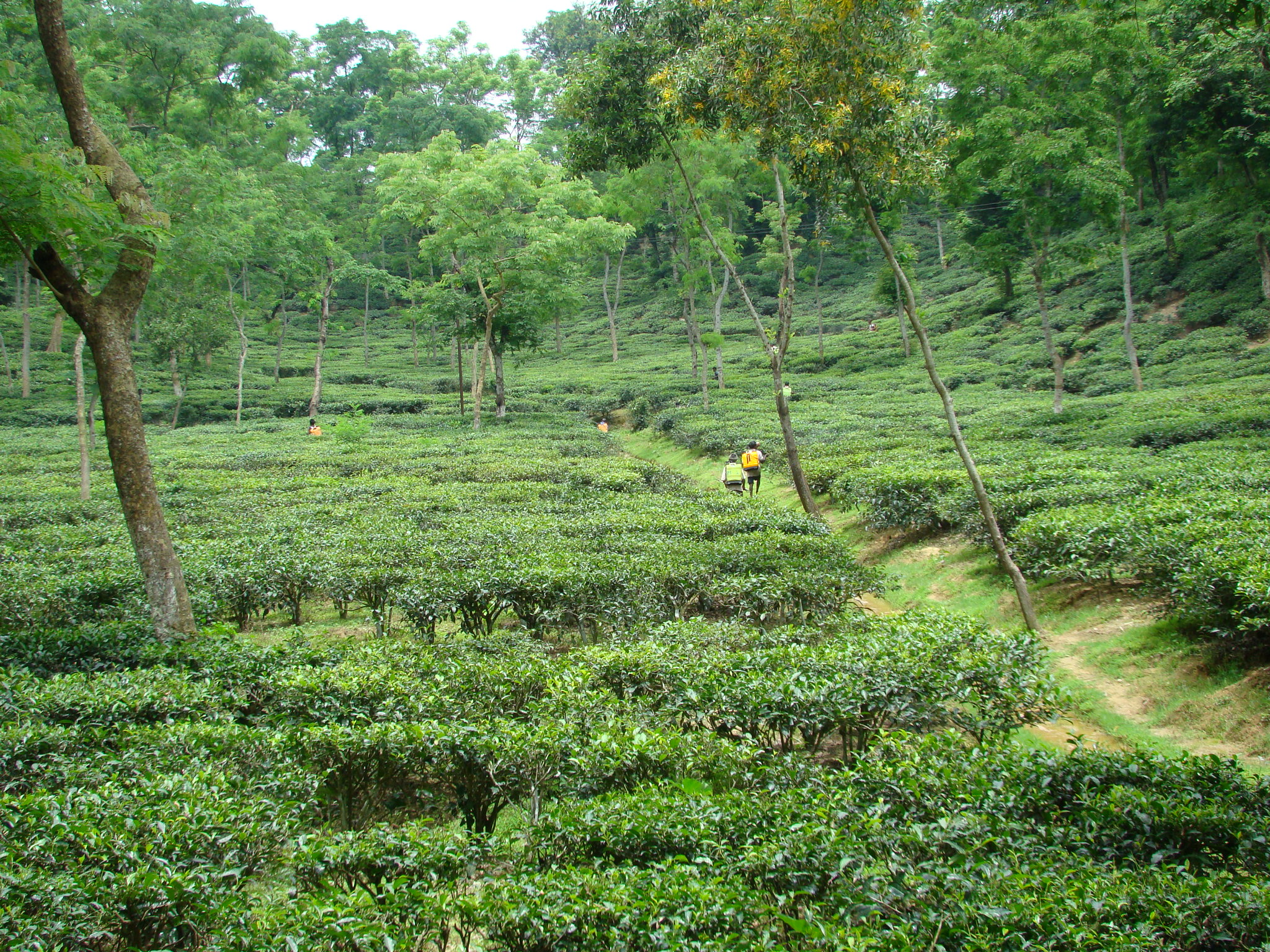
مولنيتشيرا أقدم مزرعة شاي في جنوب آسيا

## التقسيم الإداري
ينقسم إقليم سلهت إلى أربع مقاطعات (هابيجانج ومولفيبازار وسونامغانج وسلهت) والتي تنقسم أيضا إلى 35 مقاطعة فرعية والتي تنقسم إلى إلى 323 مقاطعة اتحادية.
| الاسم            | العاصمة    | المساحة (كم2) | عدد السكان تعداد 1991 | عدد السكان تعداد 2001 | عدد السكان تعداد 2011 | عدد السكان تعداد 2022 |
| ---------------- | ---------- | ------------- | --------------------- | --------------------- | --------------------- | --------------------- |
| منطقة هابيغانج   | هابيغانغ   | 2٬536٫58      | 1٬526٬609             | 1٬757٬665             | 2٬089٬001             | 2,358,747             |
| منطقة مولفيبازار | مولفيبازار | 2٬601٫84      | 1٬376٬566             | 1٬612٬374             | 1٬919٬062             | 2,123,349             |
| منطقة سونامجانج  | سونامجانج  | 3٬669٫58      | 1٬708٬563             | 2٬013٬738             | 2٬467٬968             | 2,695,294             |
| مقاطعة سيلهيت    | سلهت       | 3٬490٫40      | 2٬153٬301             | 2٬555٬566             | 3٬434٬188             | 3,856,974             |
| المجموع          | 4          | 12٬298٫4      | 6٬765٬039             | 7٬939٬343             | 9٬910٬219             | 11,034,364            |

## الجغرافيا والطبيعة

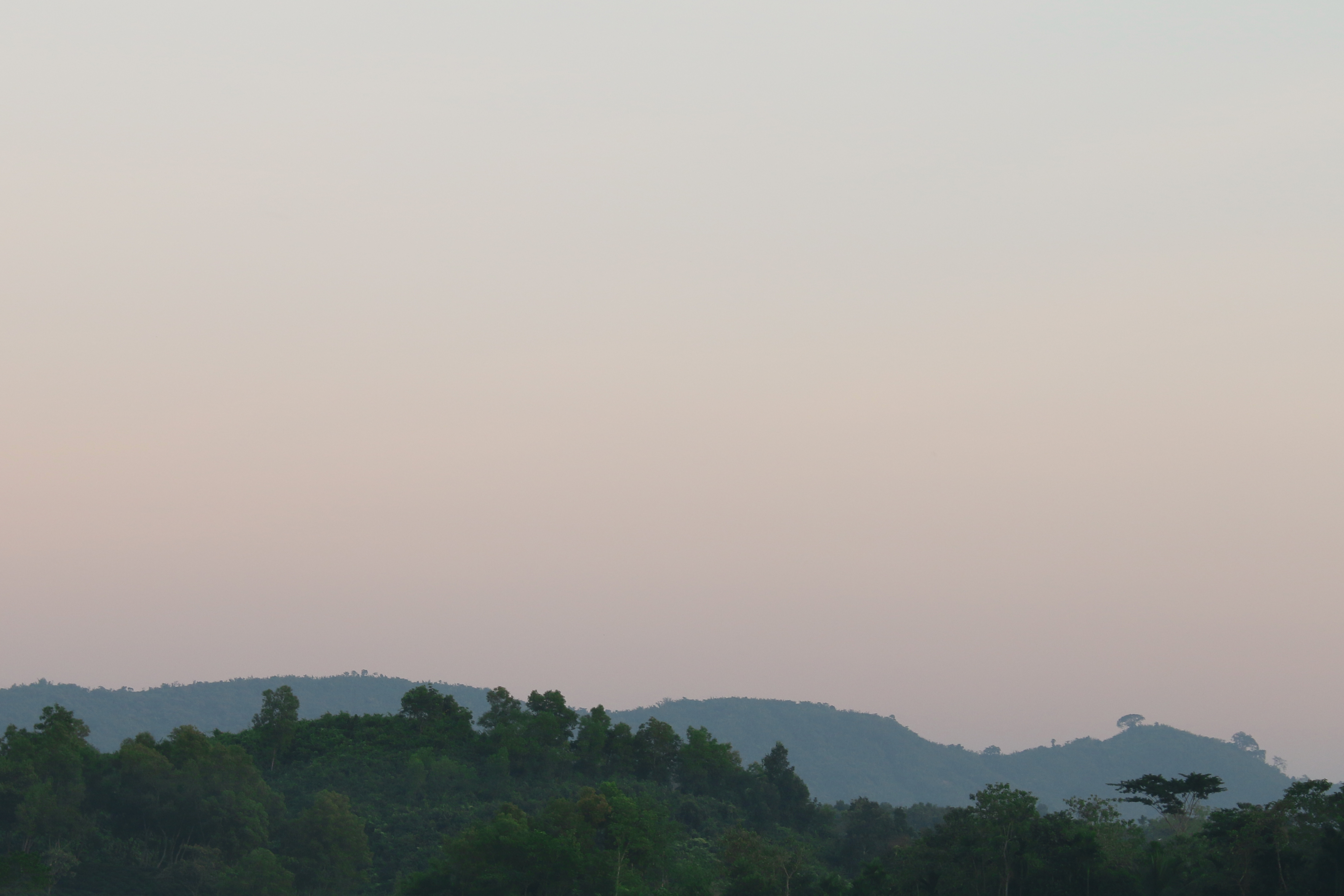
كالا باهار أعلى قمة بالإقليم

يحيط بالإقليم تلال من جميع الجوانب باستثناء السهل الغربي. يوجد في الجنوب في مناطق هابيجانج ومولفيبازار ثماني سلاسل جبلية من الغرب إلى الشرق تعبر سهول سلهت. أيضًا توجد تلال معزولة في وسط الإقليم. تنتشر الأراضي الرطبة في الإقليم التي يرجع أنها ناتجة هبوط تكتوني سببه زلزال عام 1762. ضربت ثلاثة زلازل كبرى مدينة سلهت في  ال 150 الماضية لا تقل قوتها عن 7.5 درجة على مقياس ريختر وقع آخرها في عام 1918.
يستوطن في سلهت الفيل الآسيوي ووحيد القرن والنمور والفهود في جميع أنحاء المنطقة والصمبر والأيل الخنزيري الهندي وسلهت هارا وسلحفاة سلهت.

## الثقافة

### اللغات
اللغة الرسمية في الإقليم هي اللغة البنغالية التي تُستخدم في التعليم وجميع الشؤون الحكومية. اللغة المنتشرة هي اللغة السيلهيتية. كما يتحدث الأديفاسيين وعمال الشاي الذين هاجروا إلى المنطقة في الحكم الاستعماري البريطاني بلغاتهم الأصلية مثل الخاسية وكوكي ولايونغتور والمانيبورية ولغة بيشنوبريا ولغة هاجونغية والغاروية والأوريا والكورمي واللغة الهندية وبوميغ وكوكبوروك.

### العمارة
تنتشر المساجد في جميع أنحاء الإقليم، تتميز المساجد البنغالية بوجود العديد من والأقواس المبنية بالطوب. من أشهر المساجد بالمنطقة مصلى شاهي الكبير الذي بناه فوجدار فرهاد خان في ستينيات القرن السابع عشر في عهد السلطان المغولي أورنكزيب. أما المعالم فمن أشهرها ساعة علي أمجد التي بناها نواب مولوي علي أحمد خان في عام 1872.

عمارة سلهت
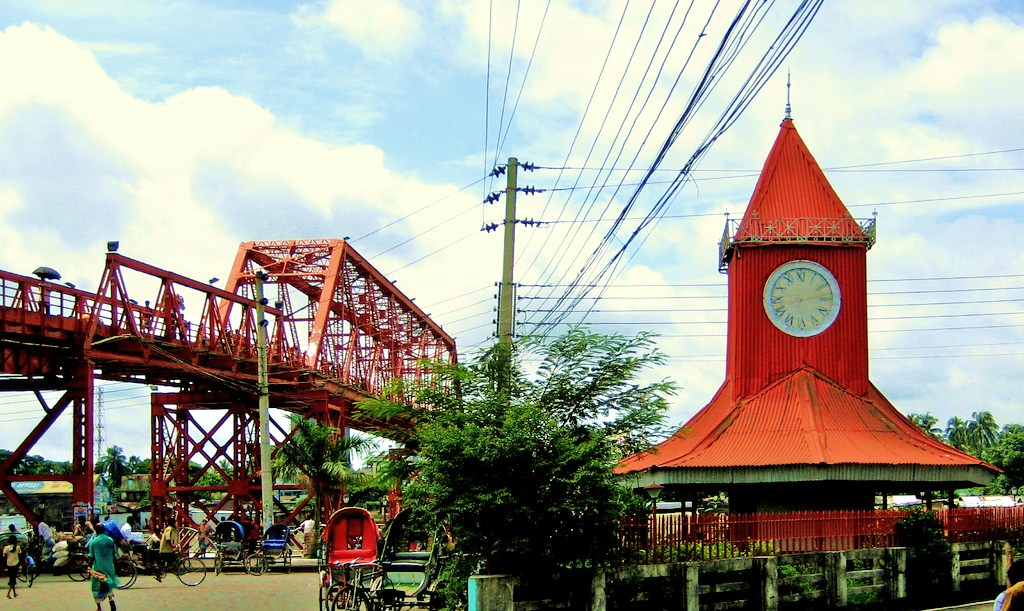
ساعة علي أمجد وKeane Bridge
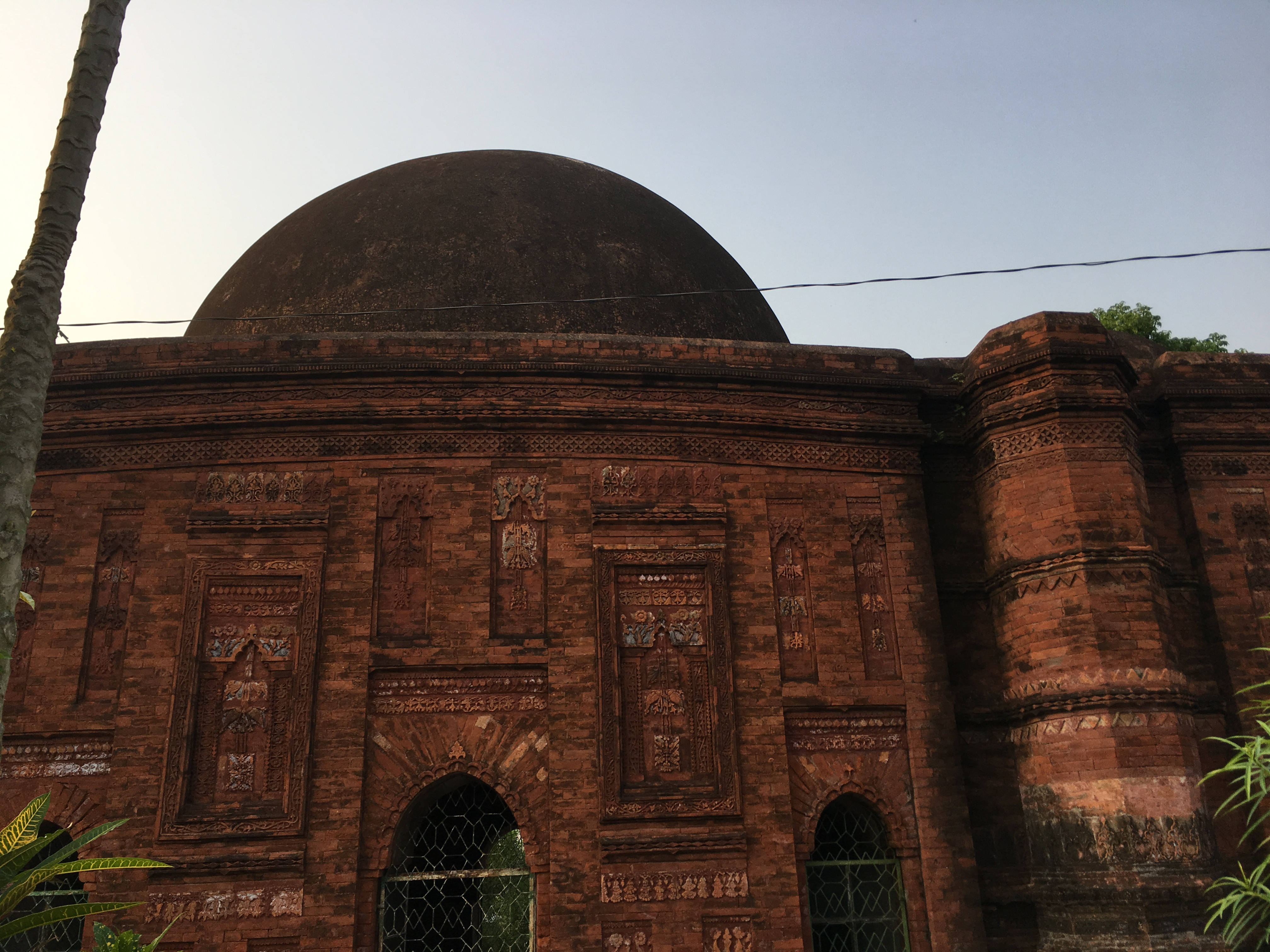
مسجد شنكرباشا  [لغات أخرى]‏
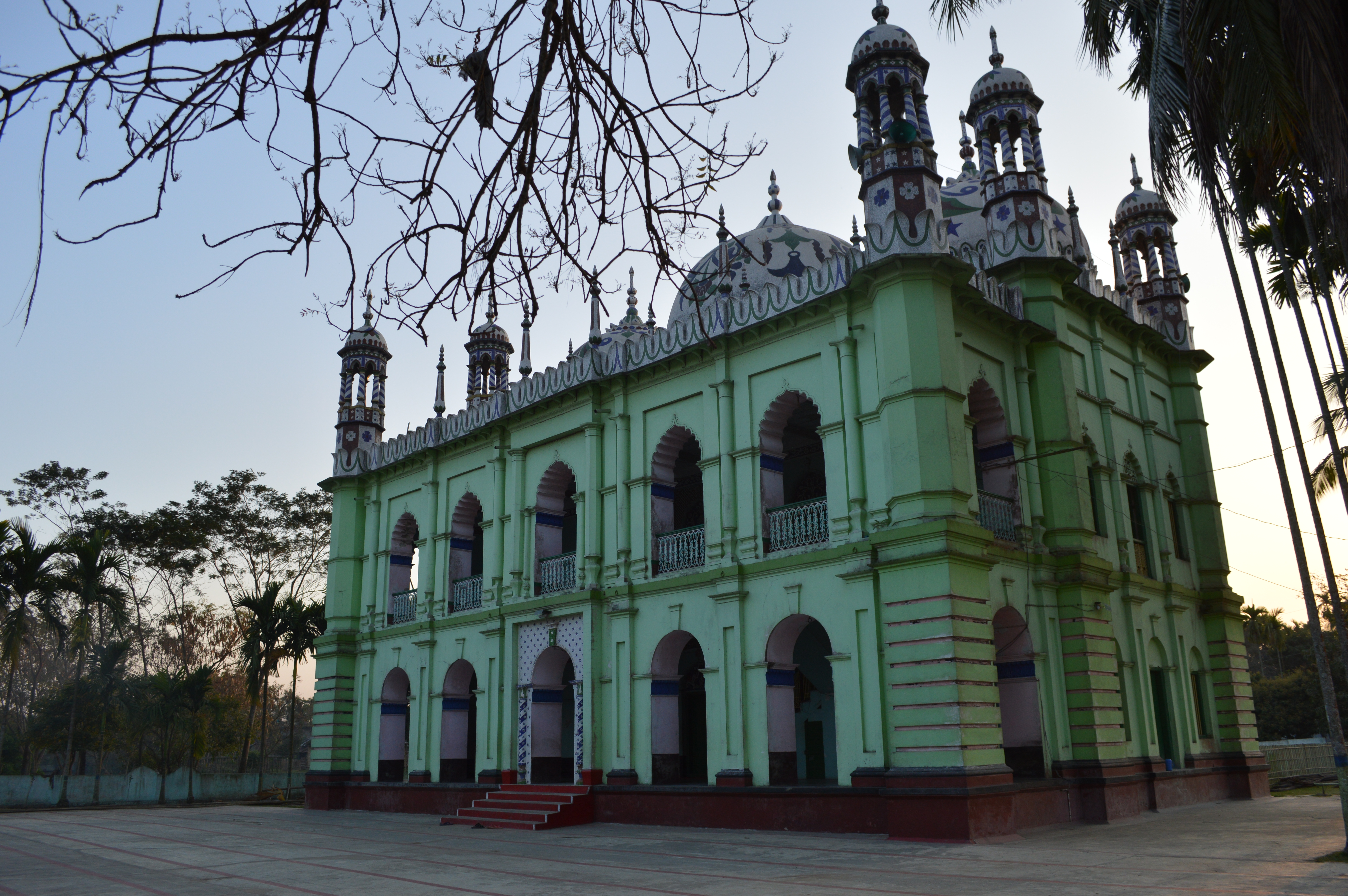
Pagla Jame Masjid
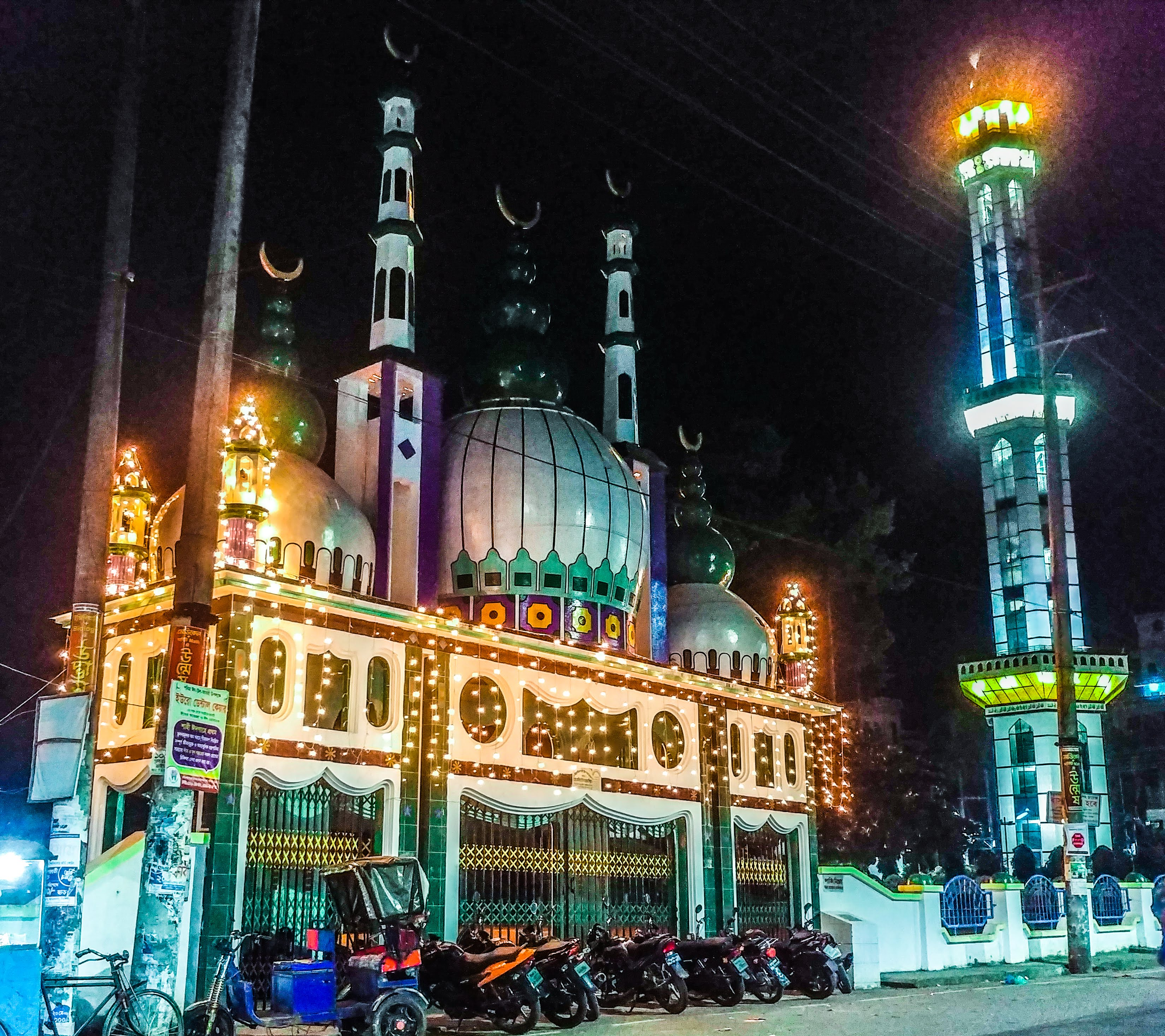
مصلى شاهي الكبير

## السكان

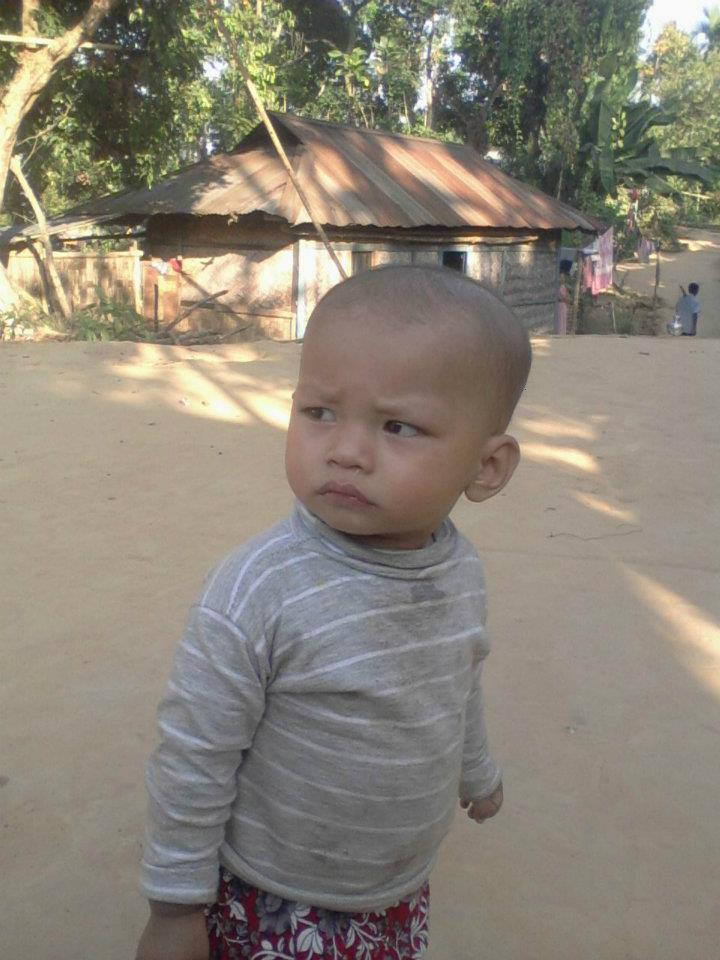
طفل خاسي في أحد قرى الإقليم

يبلغ عدد سكان الإقليم أكثر من 12 مليون نسمة أغلبهم من البنغاليين. يعيش سكان القبائل والأديفاسي إلى العيش في المناطق الريفية المعزولة بالقرب من التلال ومزارع الشاي. جلب البريطانيون شعوب أصلية من مناطق أخرى من الهند البريطانية للعمل في زارع الشاي مثل كورمي وموساهار وباوري وبين وبوناز وسابار وبوميجي وغيرها.

### الدين
| \| الدين في إقليم سلهت (2022)[3] \| الدين في إقليم سلهت (2022)[3] \| الدين في إقليم سلهت (2022)[3] \| الدين في إقليم سلهت (2022)[3] \| الدين في إقليم سلهت (2022)[3] \| \| ----------------------------- \| ----------------------------- \| ----------------------------- \| ----------------------------- \| ----------------------------- \| \| الدين \| الدين \| \| النسبة \| النسبة \| \| الإسلام \| الإسلام \| \| 86.22% \| 86.22% \| \| الهندوسية \| الهندوسية \| \| 13.51% \| 13.51% \| \| المسيحية \| المسيحية \| \| 0.23% \| 0.23% \| \| أخرى \| أخرى \| \| 0.04% \| 0.04% \| |           |  |        |        |
| الدين في إقليم سلهت (2022) |           |  |        |        |
| الدين | الدين     |  | النسبة | النسبة |
| الإسلام | الإسلام   |  | 86.22% | 86.22% |
| الهندوسية | الهندوسية |  | 13.51% | 13.51% |
| المسيحية | المسيحية  |  | 0.23%  | 0.23%  |
| أخرى | أخرى      |  | 0.04%  | 0.04%  |

أغلب سكان الإقليم مسلمون سنة حنفية وبعض المسلمين شافعية أو حنبلية. هناك أعداد كبيرة من متبعي الفرق الصوفية مثل البريلوية وفرقة  محمد عبد اللطيف شودهري الفولتلي. كما أن هناك أعداد من متبعي الحركة الديوبندية وجماعة التبليغ وحركة الفرائضية والدعوة الوهابية.
أكبر أقلية في الإقليم هم الهندوس يليهم المسيحيون (توجد أبرشية للروم الكاثوليك في سلهت ومشيخية ميثودية)، أما غيرهم من الجماعات فتوجد جماعة أحمدية في سلباراس، مسقط أجداد أحمد توفيق شودري زعيم الجماعة الإسلامية الأحمدية في بنغلاديش. وكان هناك أكثر من مائة جايني من مارواري راجستان يعيشون في سلهت في أوائل القرن العشرين.:90